# オリックス市岡交通企業
オリックス市岡交通企業株式会社（オリックスいちおかこうつうきぎょう）は、かつて存在したオリックスの関連会社で、大阪市港区で「オリックスドライビングスクール弁天町」（旧：オリックス市岡ドライビングスクール。2007年5月27日から改称）という自動車教習所を運営していた。
1963年発足。大阪府公安委員会認定の自動車教習所を開設した。かつては大阪市岡（現：オリックス不動産）の系列会社で「大阪市岡交通企業」という社名だったが、大阪市岡が1986年にオリエント・リースに買収され、さらにオリエント・リースが社名をオリックスに変更したのに伴い、1989年から現社名となった。
2017年10月27日には、株式会社アールドライバーズ西北を存続会社とする吸収合併を行うことを発表した。この決定は2017年12月1日を効力発生日としており、同日をもってオリックス市岡交通企業株式会社は解散した。
お笑いコンビ中川家は、オリックス市岡ドライビングスクール時代の卒業生であることを漫才中に明かしている。

## 取得できた免許
- 第一種普通自動車（MT・AT）
- 普通二輪（MT・AT）
- 大型二輪（MT・AT）